# Parastenhelia ornatissima
Parastenhelia ornatissima är en kräftdjursart som först beskrevs av Albert Monard 1935.  Parastenhelia ornatissima ingår i släktet Parastenhelia och familjen Parastenheliidae. Inga underarter finns listade i Catalogue of Life.